# シャルル1世 (フランドル伯)
シャルル1世 （Charles Ier de Flandre、1083年頃 - 1127年3月2日）は、フランドル伯。シャルル善良伯（Charles le Bon）とも呼ばれた。カトリック教会の福者。

## 生涯
オーデンセで、デンマーク王クヌーズ4世と王妃アデル・ド・フランドルの子カール（Karl）として生まれた。1086年に父がオーデンセ大聖堂内で暗殺されると、アデルは年少のシャルルを連れてフランドルへ逃れた。その際、シャルルの姉たちである双子の娘インゲリとカエキリアをデンマークに残していった。
シャルルは祖父ロベール1世と伯父ロベール2世が治めるフランドル伯宮廷で育てられた。1092年、母アデルはシャルルを残して、プッリャ公ルッジェーロ・ボルサと再婚するためイタリアへ発った。
1111年、伯父ロベール2世が亡くなり、いとこボードゥアン7世が即位した。シャルルは新たな宮廷の伯に近い助言者となり、1118年頃にボードゥアン7世は資産家であるクレルモン伯ルノー2世の娘でアミアン伯相続人のマルグリット・ド・クレルモンとシャルルの結婚をお膳立てした。ボードゥアン7世は1118年にビュレ・ザン・ブレの戦いで負傷したのが原因となって、翌年急逝した。彼には子供がなかったため、亡くなる前に自らの後継をシャルルと定めていた。シャルルは1119年7月、伯位を継承した。
1125年、シャルル1世はフランドル領内からユダヤ人を追放した。これは、その年の領地で起きた大飢饉が彼らに起因するとみなしたからだった。飢饉の間、シャルルは貧者にパンを配り、穀物の買いだめや、過剰な高値で売買されるのを阻止した。彼は助言者たちに働きかけられ、影響力の強いエランバル家を排除するようになった。エランバル家は、農奴たちに対するこうした活動に大きく関わっていた。その結果、ブリュージュで最も重要な教会である聖ドナティアン教会の聖職者ベルテュルフ（エランバル家）は、シャルルとその助言者たちを暗殺する陰謀を企んだ。
1127年3月2日の朝、シャルルは聖ドナティアン教会で跪いて祈っていた。そこへエランバル家の騎士たちの集団が教会内へ入り込み、幅広の剣でシャルルを叩き切った。庶民に人気のあった伯爵を残忍な、そして聖域を冒涜するやり方で殺害したことは、大規模な民衆の怒りをかきたてた。1882年まで正式に列福されなかったにもかかわらず、シャルルは死後すぐに殉教者、そして聖人と民衆にみなされていったのである。
シャルルの殺害を計画し実行したエランバル家の者たちは、激怒したブリュージュやヘントの貴族たち・民衆たちに身柄を拘束され、死に至る拷問を受けた。フランス王ルイ6世はエランバル家に対する民衆反乱を支援し、彼が次のフランドル伯に推薦していたギヨーム・クリトンが選ばれるよう、自らの影響力を利用しようとした。